# Antonio Aldini
Antonio Aldini (Bologna, 27 dicembre 1755 – Pavia, 30 settembre 1826) è stato un politico e avvocato italiano, personalità di rilievo nei governi dell'Italia napoleonica.

## Biografia

### Gioventù e primo impegno politico
Nato nel 1755 da Giuseppe e Caterina Galvani, fratello di Giovanni Aldini e nipote di Luigi Galvani, si laureò in utroque iure all'Università di Bologna nel 1773 dove fu docente prima di diritto naturale e delle genti, dal 1786 di diritto pubblico.
Esercitò la professione di avvocato, assumendo l'incarico di difensore dei rei. Vicino ai nuovi ideali della rivoluzione francese, nel 1796 prese la difesa di Giovanni Battista De Rolandis e degli altri ribelli, dopo il tentativo fallito di insurrezione. L'impegno non ebbe successo poiché furono giustiziati, tuttavia ne guadagnò popolarità.
Nel giugno dello stesso anno, con l'arrivo dei francesi, ricoprì un ruolo di primo piano all'interno della nuova Repubblica Bolognese, tanto che fece parte dell'ambasciata bolognese al Direttorio inviata a luglio per la causa autonomistica cittadina. Fu eletto deputato e presiedette l'assemblea parlamentare in San Petronio, contribuendo nel corso delle sedute alla stesura della carta costituzionale della progettata Repubblica, che però non entrò mai in vigore.

### Dalla Cispadana alla Cisalpina
Il 16 ottobre 1796 al Congresso Cispadano di Modena Aldini venne designato presidente. Già sostenitore di princìpi federalisti per i governi locali dell'Emilia in contrasto con le tesi municipaliste. Presente anche al secondo Congresso, sostenne con vigore la fusione della neonata Repubblica alla Repubblica Transpadana per formare un'entità statale di più ampio respiro. Fu chiamato infatti da Napoleone a far parte dei comitati per l'unione delle ex Legazioni nella nuova Repubblica Cisalpina.
Per la Cisalpina ebbe l'incarico di portare il nuovo ordine in Valtellina e Valchiavenna e fu membro della camera alta detta Consiglio dei Seniori, di cui fu eletto presidente nel febbraio del 1798. Come Presidente dei Seniori si oppose all'approvazione dell'alleanza con la Repubblica Francese, ritenuta troppo onerosa. Conseguentemente si allontanò dalla politica, fino al ritorno di Napoleone in Italia dopo la reazione austro-russa.
Nel 1800 fu designato membro della Commissione Straordinaria di Governo della risorta Cisalpina, e l'anno seguente assieme a Gian Galeazzo Serbelloni, Ferdinando Marescalchi e Francesco Melzi d'Eril inviato straordinario a Parigi per discutere dell'assetto italiano e della nuova costituzione. Nel 1802 alla Consulta di Lione che proclamerà la nascita della Repubblica Italiana esercitò nuovamente ruoli di rilievo. Rifiutò la presidenza della nuova Repubblica, e divenne membro del Corpo Legislativo e Consigliere di Stato.

### Dalla Repubblica al Regno
Tuttavia a partire dall'anno successivo, divergenze politiche con il Melzi d'Eril lo portarono nuovamente al ritiro alla vita privata. In particolare i contrasti riguardavano l'assetto della Penisola, dove Aldini voleva uno stato unitario italiano, in antitesi con il municipalismo intransigente degli olonisti. Tuttavia, lo stretto rapporto con Napoleone lo riportò ai vertici istituzionali del nuovo Regno d'Italia e il 29 giugno del 1805 fu nominato Segretario di Stato residente a Parigi, ed essendo vicino al Bonaparte ne fu fedele consigliere per gli affari italiani.
In questo periodo fu membro della Loggia Reale Eugenio di Milano, alle dipendenze del Grande Oriente di Francia, che dal 1805 passò alle dipendenze del nuovo Grande Oriente d'Italia con sede a Milano. Nel 1806 fu nominato tesoriere dell'Ordine della Corona di Ferro.
Aldini, coinvolto in prima persona nelle alienazioni dei beni ecclesiastici, riuscì ad acquistare a prezzi vantaggiosi grandi estensioni di terreno soprattutto nell'area settentrionale del bolognese. L'insieme dei patrimoni, il cui centro principale era Galliera, fu riorganizzato in moderni poderi introducendo la coltivazione intensiva soprattutto del riso, ma anche della canapa già presente nelle campagne bolognesi. Nel 1812 la tenuta fu comprata da Napoleone Bonaparte, che successivamente lasciò come dote a Giuseppina di Leuchtenberg (figlia di Eugenio di Beauharnais) in occasione del matrimonio col principe ereditario Oscar di Svezia, creando il titolo di Duca di Galliera.

### Dopo la caduta dell'Impero napoleonico
Caduto in disgrazia dopo la fine dell'Impero Napoleonico, dopo il 1814 si ritirò in disparte, occupandosi delle sue proprietà e ottenendo qualche incarico di governo di rilievo locale. Nel 1815 partecipò al Congresso di Vienna assieme a Vincenzo Berni degli Antoni come rappresentante di Bologna e delle Legazioni; tuttavia la loro proposta di un governo autonomo e indipendente dallo Stato Pontificio venne bocciata.
Morto a Pavia, venne sepolto nel Famedio degli uomini illustri e un suo busto realizzato da Giacomo De Maria fu collocato nella Sala del Pantheon del cimitero monumentale della Certosa di Bologna nel 1827.
Un fondo di carte e documenti appartenuti ad Antonio Aldini è conservato presso la Biblioteca del Dipartimento di Storia Culture Civiltà dell'Università di Bologna, lascito del professor Luigi Dal Pane.

## Residenze

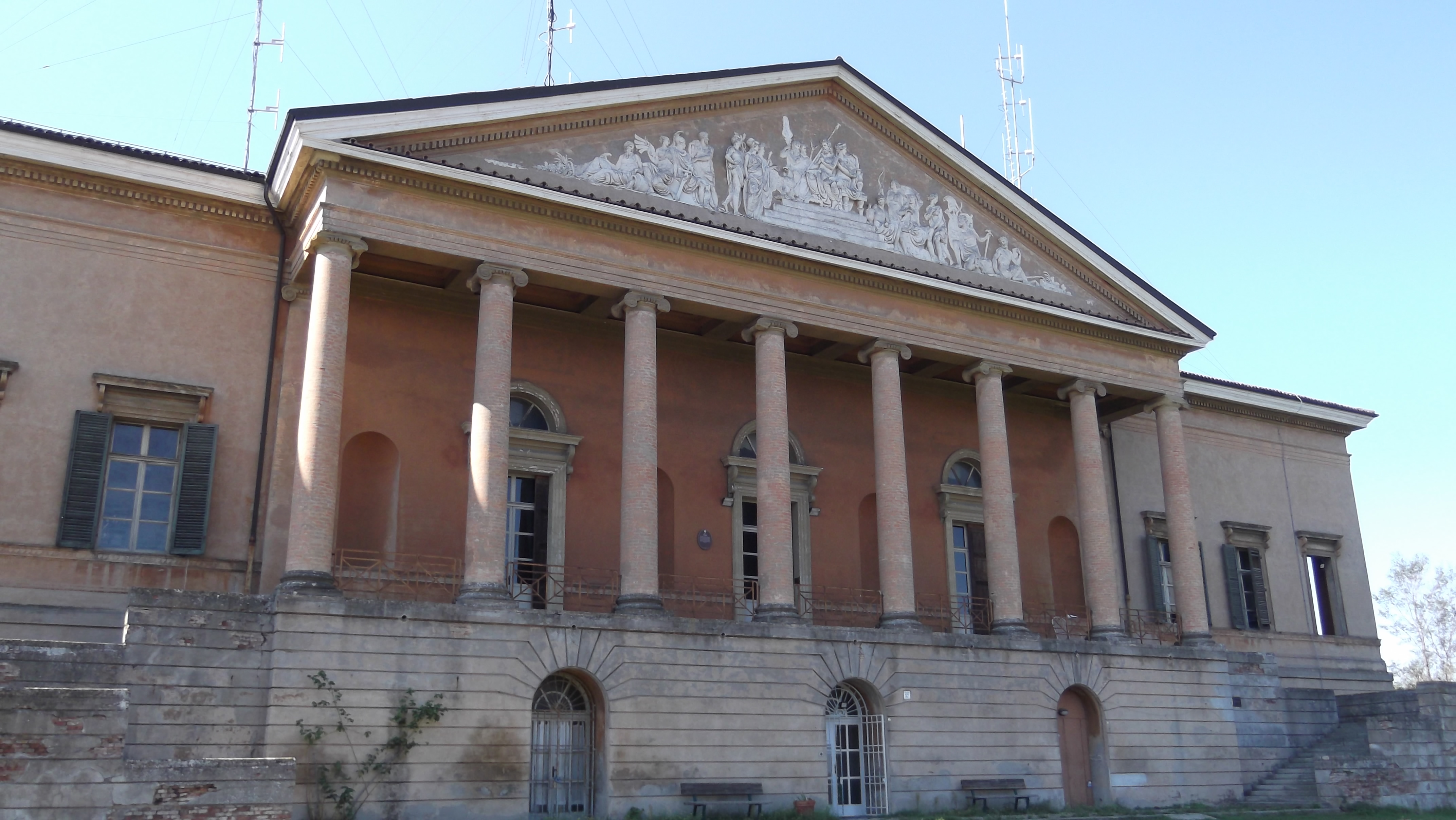
Villa Aldini, sui colli di Bologna

### Il palazzo Aldini a Bologna
Nel corso del 1798 il conte Aldini si impegnò per la ristrutturazione del palazzo bolognese di famiglia, appartenuto nel Cinquecento alla famiglia Riario-Sforza. Nei lavori furono coinvolti numerosi artisti come Serafino Barozzi, Antonio Basoli, Vincenzo Martinelli, Pelagio Palagi, Francesco Santini.

### Villa Aldini
Tra il 1805 e il 1816 Antonio Aldini fece costruire una villa sui colli immediatamente sopra il centro della città di Bologna, in un luogo che pare fosse stato visitato dallo stesso Napoleone. La villa fu progettata da Giuseppe Nadi.

### Parigi
La residenza di Aldini a Montmorency ebbe un tragico destino, essendo stata distrutta nel 1818 dalle truppe della Settima coalizione.

## Stemma
(L. 12 aprile 1809)

## Opere
- Le arti poemetto per le felicissime nozze del nobile uomo signor conte Camillo Malvezzi colla nobile donna signora contessa Teresa Legnani al nobile ed eccelso signor senatore co. Girolamo Legnani Ferri, In Bologna, Nella Stamperia di S. Tommaso d'Aquino, 1772;
- Allegazione di fatto, e di ragione per li signori coeredi Agazzani contro sua eccellenza il sig. conte Filippo Giuseppe Marchisio, ed il sig. dottore Anton-Maria Goldoni nella causa di pretesa simulazione nell'appalto delle ducali finanze pendente avanti l'illustrissimo supremo consiglio di giustizia, In Modena, per gli eredi di Bartolomeo Soliani stampatori ducali, 1792;
- Rappresentanza stata fatta dalli cittadini Serbelloni, ed Aldini deputati straordinari del governo cisalpino al primo console della Repubblica francese aggiuntavi una lettera del cittadino Vincenzo Frignani modonese diretta ai medesimi deputati, Senza note tipografiche, 1802?
- Discorso pronunciato in Milano li 19 maggio 1805. a S.M.I. e R. Napoleone 1. dal sig. consigliere avvocato Antonio Aldini qual presidente del Collegio elettorale de' possidenti nella circostanza dell'inaugurazione al trono d'Italia di S.M., 1805?
- Osservazioni sul discorso pubblicato per le stampe Marsigli di Bologna col titolo Delle risaje e de' pessimi loro effetti. Vi ha nel fine il predetto discorso, Forlì, tipografia Casali, 1815, per l'attribuzione ad Antonio Aldini, cfr. Melzi, G. Anonime e pseudonime, v. 2., p. 297;
- Un testamento inedito di Antonio Aldini, a cura di Nadia Penserini, Bologna, Azzoguidi, 1965, estratto da: "Bollettino del Museo del Risorgimento", anno 8., 1963;

### Lettere e carteggi
- Francesco Giannetto, Le influenze mediterranee del Regno italico napoleonico secondo il carteggio Aldini, Messina, Tipografia Samperi, 1963, estratto da: "Annuario per l'anno scolastico 1962-1963 dell'Istituto Tecnico Statale Commerciale e per Geometri Patti", Messina, 1963;